# Kościół Niepokalanego Serca Najświętszej Maryi Panny w Nowielinie
Kościół Niepokalanego Serca Najświętszej Maryi Panny w Nowielinie – katolicki kościół filialny zlokalizowany we wsi Nowielin w gminie Pyrzyce, w powiecie pyrzyckim (województwo zachodniopomorskie). Jest filią parafii Nawiedzenia Najświętszej Maryi Panny w Mielęcinie.

## Historia i architektura
Murowany z granitowej kostki kościół wzniesiony został w 2. połowie XIII wieku. Zbudowany został na planie prostokąta, z wyodrębnionym prostokątnie prezbiterium zamkniętym prostą ścianą. Na przełomie XV i XVI wieku nadbudowano z kamienia i cegły od strony zachodniej wieżę, zwieńczoną krenelażem i ośmiobocznym ceglanym hełmem. W ścianie wschodniej znajdują się cztery ostrołukowe okna, z których dwa środkowe, wyższe od bocznych, umieszczone są w ostrołukowej niszy z oculusem w górnej części. Szczyt wschodni jest surowy, bez zdobień. W ścianach bocznych znajdują się ostrołukowe okna, poszerzone i przemurowane, po dwa w nawie i po jednym w prezbiterium. W prezbiterium znajduje się kamienno-ceglany gotycki ostrołukowy i dwuuskokowy portal, w północnej ścianie nawy widoczny ślad po zamurowanym portalu kamiennym. Wejście od strony zachodniej jest współczesne, wybite po 1945 roku. Cokół ścian, zachowany tylko w elewacji południowej, ma nietypowy wklęsły profil.
Wnętrze nakryte jest otynkowanym sklepieniem kolebkowym. Zachował się barokowy ołtarz z około 1700 roku, renesansowy kosz ambony z około 1600 roku, empora kolatorska z 12 siedziskami ozdobiona herbami rodzin szlacheckich, empora chórowa ozdobiona polichromiami przedstawiającymi sceny ze Starego Testamentu oraz neogotycka drewniana chrzcielnica. Znajdujące się dawniej w kościele trzy drewniane epitafia rodziny Hagenów znajdują się obecnie w bibliotece w Pyrzycach. Na wieży zawieszone są dwa dzwony, z końca XV wieku i z 1588 roku.
Po II wojnie światowej kościół został poświęcony jako świątynia katolicka w 1947 roku.